# Ороско, Франко
Фра́нко Оро́ско (исп. Franco Orozco; род. 9 января 2002 или 10 января 2002, Эсейса, Буэнос-Айрес) — аргентинский футболист, вингер клуба «Ланус».

## Клубная карьера
Воспитанник футбольной академии клуба «Ланус». 28 октября 2020 года дебютировал в основном составе «Лануса», выйдя на замену в матче Южноамериканского кубка против бразильского «Сан-Паулу». 2 декабря 2020 года сделал «дубль» в матче Южноамериканского кубка против боливийского «Боливара».
22 февраля 2024 года перешёл на правах аренды с правом выкупа в российский клуб «Крылья Советов», через несколько дней присоединившись к команде на заключительном зимнем тренировочном сборе в Турции. В декабре 2024 года вернулся в Аргентину, проведя за самарский клуб 27 матчей во всех турнирах (4 гола, 1 ассист).

## Карьера в сборной
В 2017 году в составе сборной Аргентины до 15 лет сыграл на чемпионате Южной Америки, забив два гола в матче группового этапа против сборной Парагвая 13 ноября. Аргентинцы выиграли турнир.
В 2019 году в составе сборной Аргентины до 17 лет провёл семь матчей на юношеском чемпионате Южной Америки. Его сборная выиграла этот турнир и квалифицировалась на юношеский чемпионат мира, на котором Ороско провёл один матч (против сборной Таджикистана), сделав в нём «дубль».

## Достижения
Аргентина (до 15)
- Победитель чемпионата Южной Америки (до 15 лет): 2017

Аргентина (до 17)
- Победитель чемпионата Южной Америки (до 17 лет): 2019